# مبادرات تطوير نوسانتارا
مبادرات تطوير نوسانتارا (بالإنجليزية: Nusantara Development Initiatives) هي مؤسسة اجتماعية غير ربحية تركز على المرأة والتكنولوجيا والأثر الاجتماعي. يهدف برنامجها الرائد برنامج أمهات النور إلى إنهاء فقر الطاقة وخلق نمو في القرى الإندونيسية من خلال تدريب النساء الريفيات على أن يصبحن رائدات المصابيح الشمسية.
تأسست شركة مبادرات تطوير نوسانتارا كشركة محدودة بموجب الضمان في سنغافورة في عام 2010. في عام 2014 نقلت ذراعها التشغيلي إلى إندونيسيا وتم تسجيلها قانونيًا باسم ياياسان في إندونيسيا. في الوقت الحاضر لديها مكاتب في سنغافورة وجاكرتا ولها وجود في بالي.

## التأثير
اعتبارا من عام 2015 وفرت مبادرات تطوير نوسانتارا فرص عمل لعدد 22 امرأة ريفية في 3 قرى في مقاطعة جزر رياو إندونيسيا. قاموا بدورهم ببيع ما يقرب من 3.000 مصباح شمسي يستفيد منه حوالي 12.000 شخص في 25 قرية محيطة. دون الاضطرار إلى الاعتماد على الكيروسين يتمتع المستفيدون الريفيون من المشروع بفورات تراكمية في التكاليف تبلغ حوالي 128.000 دولار أمريكي في عام واحد. وهذا يترجم إلى إزالة 500 طن من ثاني أكسيد الكربون من الجو.</ref>  in 1 year. This translates into the removal of 500 tonnes of CO2 from the atmosphere.

## التكنولوجيا للتنمية
تعتقد مبادرات تطوير نوسانتارا في قوة التكنولوجيا من أجل التنمية. في عملها تعتمد المبادرات بنشاط التكنولوجيا ذات الصلة، سواء كان ذلك لإنشاء تأثير اجتماعي مباشر، أو تحسين كفاءة تدفق العمل أو إضافة قيمة إلى مجتمع المستفيدين.

### نظام الإبلاغ المحمول
كان من أوائل التقنيات التي اعتمدها مبادرات تطوير نوسانتارا نظام الإبلاغ المتنقل. هذا نابع من ملاحظتها أن الإدخال اليدوي للبيانات الذي استخدمته صاحبات المشاريع ومنسق القرية كان يستغرق وقتًا طويلاً وعرضة لعدم الدقة. من خلال نظام الإبلاغ المحمول يمكن إرسال معلومات المبيعات والمخزون من القرى إلى لوحة القيادة المركزية لمبادرات تطوير نوسانتارا في الوقت الفعلي، وبالتالي تحسين الاتصال وكفاءة العمل.

### تكنولوجيا المعلومات
في عام 2015 أطلقت المبادرات مجموعة تكنولوجيا المعلومات لتلبية الاهتمام المتزايد للمستهلكين في المناطق الحضرية بمصابيح الطاقة الشمسية. مجموعة تكنولوجيا المعلومات عبارة عن منصة على الإنترنت تتميز بتقنية عالية التأثير تؤثر على التغيير الاجتماعي. ويستهدف كل من الأفراد والشركات الذين قد يحتاجون إلى مصابيح للاستخدام الشخصي ومشاريع المسؤولية الاجتماعية للشركات على التوالي.

## أفكار مختبر المبادرات
يوفر مختبر الأفكار الذي تم إنشاؤه في عام 2015 مساحة للحاضنات داخل تكنولوجيا المعلومات لاختبار وتنفيذ أفكار جديدة في إطار الموضوع الواسع المتمثل في النساء والتكنولوجيا والآثار الاجتماعية. من خلال الاستفادة من التفكير التصميمي باعتباره المنهجية الأساسية، يركز مختبر الأفكار على المشاريع القائمة على التكنولوجيا والتي تهدف إلى تحسين حياة النساء في المناطق الريفية والحضرية، عبر سنغافورة وإندونيسيا.